# Passignano sul Trasimeno
Passignano sul Trasimeno ist eine italienische Gemeinde (comune) mit 5691 Einwohnern (Stand 31. Dezember 2023) in der Provinz Perugia in Umbrien.

## Geografie
Der Ort liegt 29 Kilometer westlich der Provinz- und Regionalhauptstadt Perugia und 289 Meter über dem Meeresspiegel am nördlichen Ufer des Trasimenischen Sees. Er liegt in der klimatischen Einordnung italienischer Gemeinden in der Zone D, 2 084 GR/G.
Zu den Ortsteilen gehören Castel Rigone (653 m), Col Piccione, Oliveto, Pischiello, San Donato, San Vito (307 m), Trecine und Le Pierle. Zudem gehört die Insel Isola Minore (258 bis 284 m) zum Gemeindegebiet.
Die Nachbargemeinden sind Castiglione del Lago, Lisciano Niccone, Magione, Tuoro sul Trasimeno und Umbertide.

## Geschichte
Der Ort war in vorchristlicher Zeit bereits von Etruskern und Römern bewohnt. Auf einem Felsen oberhalb der Stadt stehen die Reste der Festung „La Rocca“, die auf Anlagen aus dem 5. oder 6. Jahrhundert zurückgeht. Von der mittelalterlichen Stadt sind nur noch zwei Tore der Stadtmauer und drei Türme erhalten, der Rest des Ortes entwickelte sich im 15. und 16. Jahrhundert. Aus dieser Zeit stammen die Kirchen Chiesa di San Rocco und Santuario della Madonna dell’Oliveto; die letzte wurde angeblich von Mariotto Radi aus Cortona geplant.

## Sehenswürdigkeiten

### Im Hauptort
- San Bernardino, Kirche im Ortskern, die aus zwei Teilen besteht. Der obere Teil entstand im 14. Jahrhundert, der untere (Oratorio del Santissimo Sacramento) im Jahr 1573. Von 1578 bis 1937 war die Kirche die Pfarrkirche des Ortes.[5]
- San Cristoforo (Chiesa di San Cristoforo), Kirche im Ortskern, die 1937 durch den Architekten Giuseppe Agamennone entstand.[6]
- San Rocco, Kirche im Ortskern aus dem 16. Jahrhundert.[2]
- San Cristoforo (Pieve di San Cristoforo), Kirche außerhalb des Ortskerns. Wurde erstmals 1136 in einem Schriftstück von Papst Innozenz II. als Santa Maria erwähnt. Wurde wahrscheinlich 1432 dem San Cristoforo geweiht. Enthält zwei Freskenzyklen, wobei einer von Policleto da Cola stammt und 1418 erstellt wurde, der andere entstand in der ersten Hälfte des 16. Jahrhunderts durch einen unbekannten Künstler.[7]
- Madonna dell’Oliveto, Santuario außerhalb des Ortskern, das von 1582 bis 1586 entstand.[8]

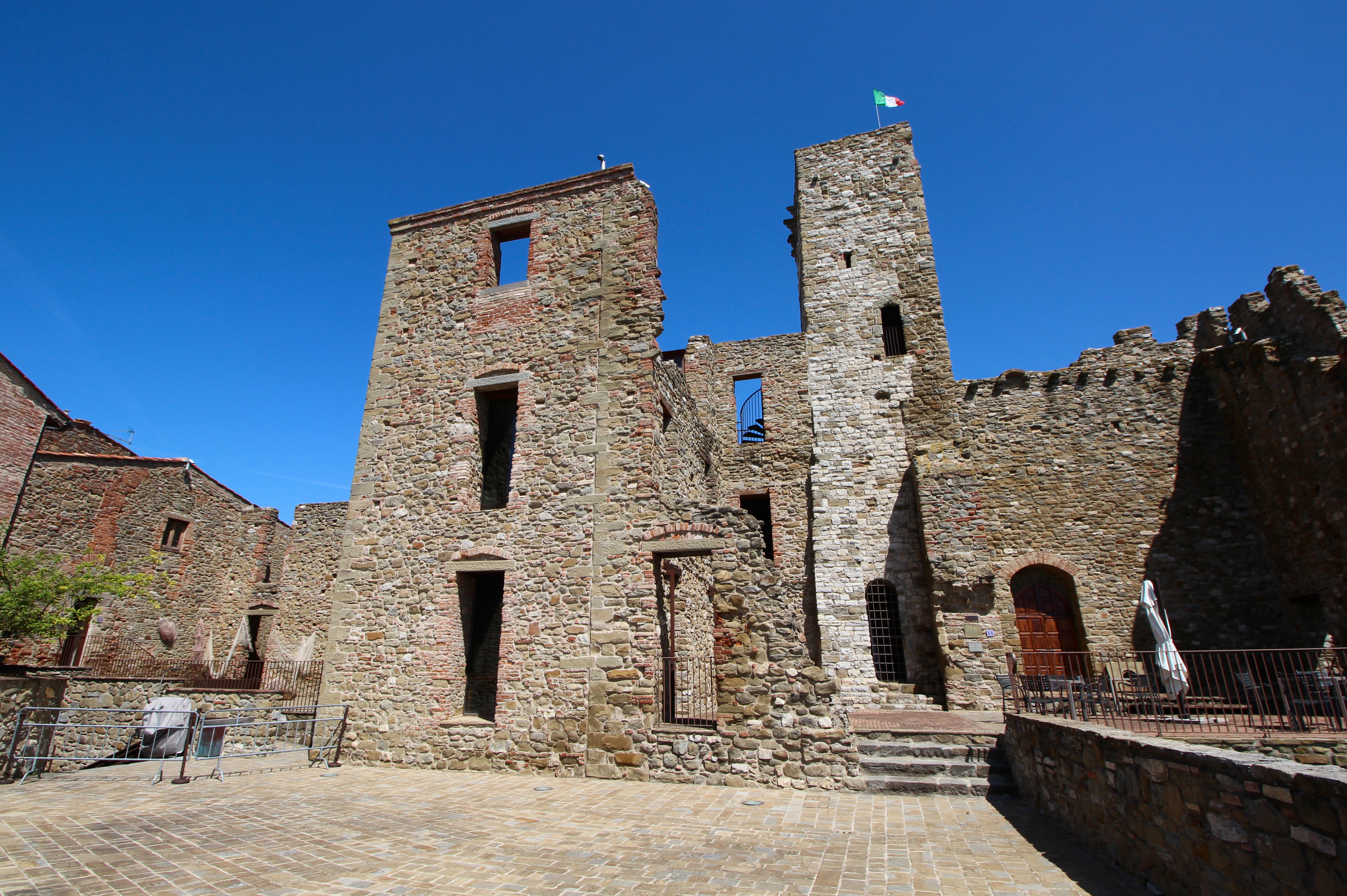
Die Burg Rocca di Passignano
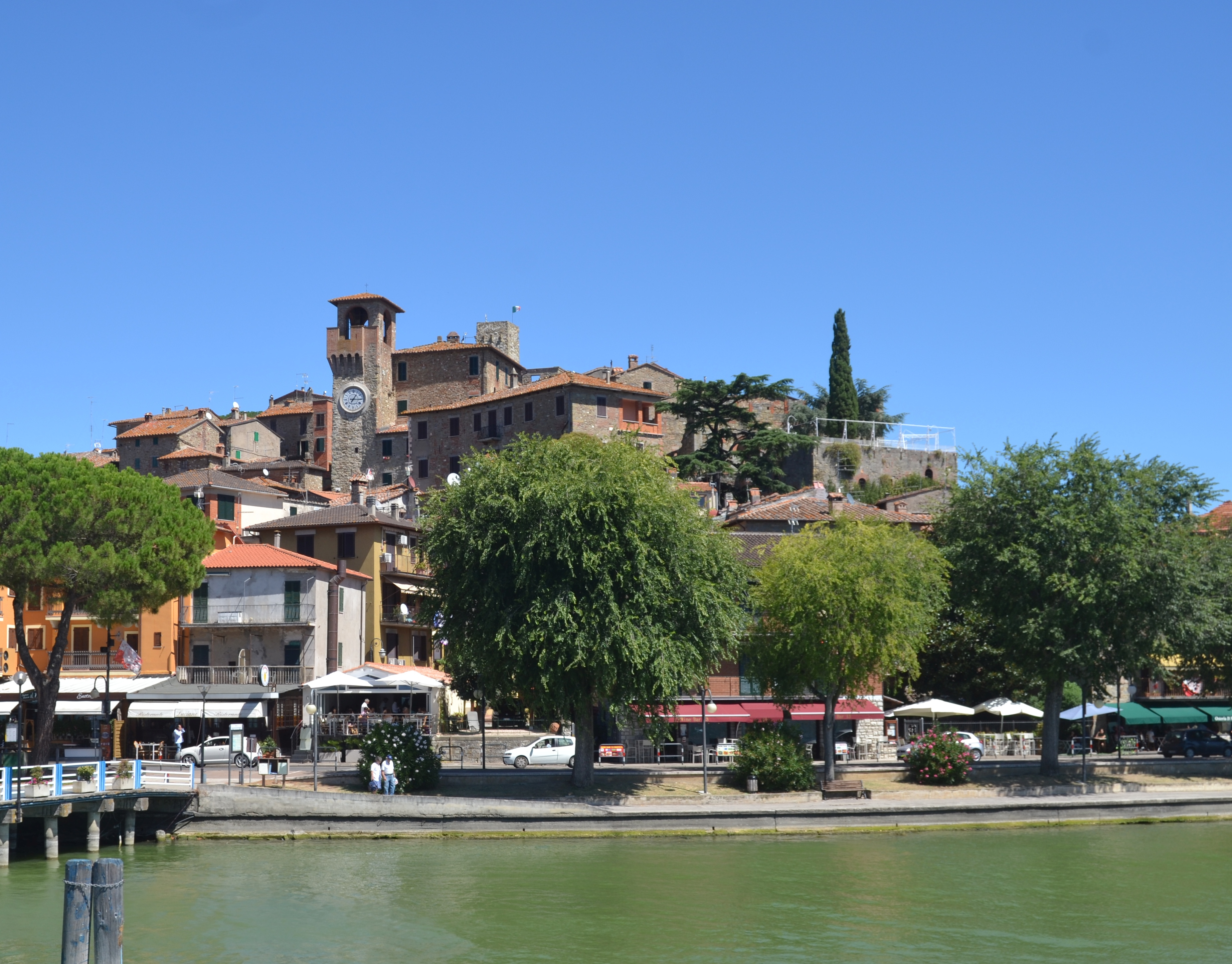
Ortsmitte
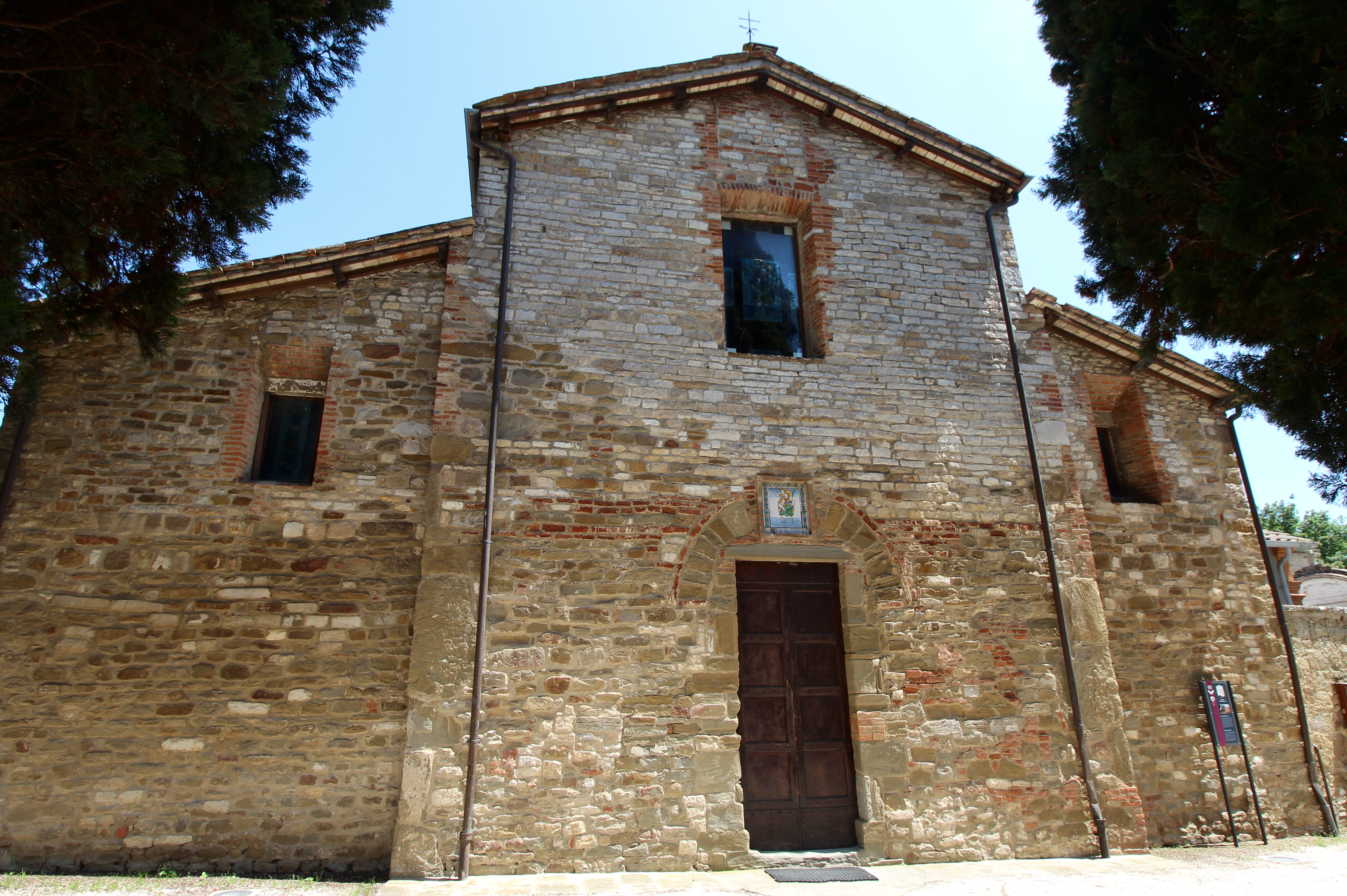
Die Pieve di San Cristoforo
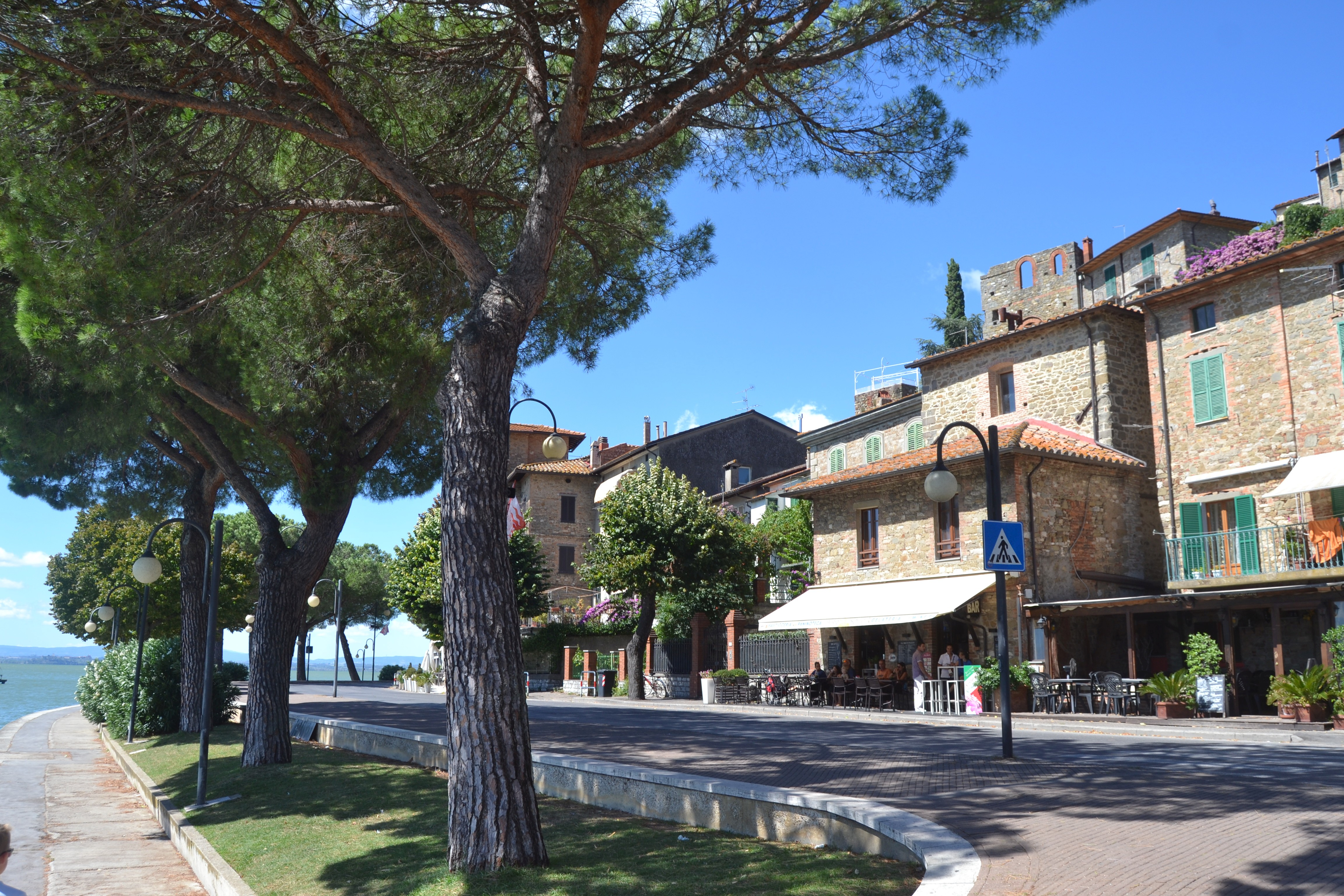
Uferstraße
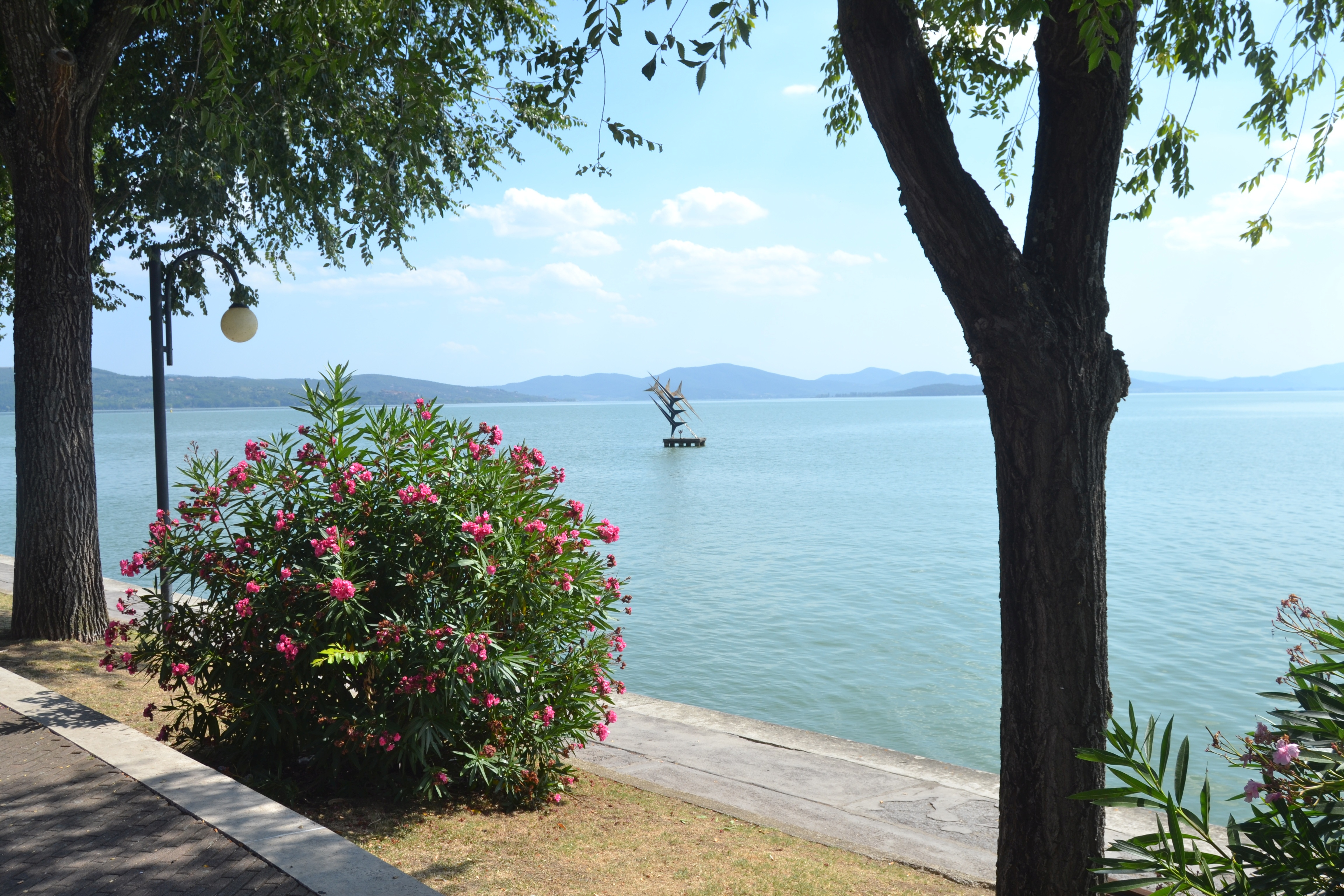
Statue im Lago Trasimeno vor Passignano
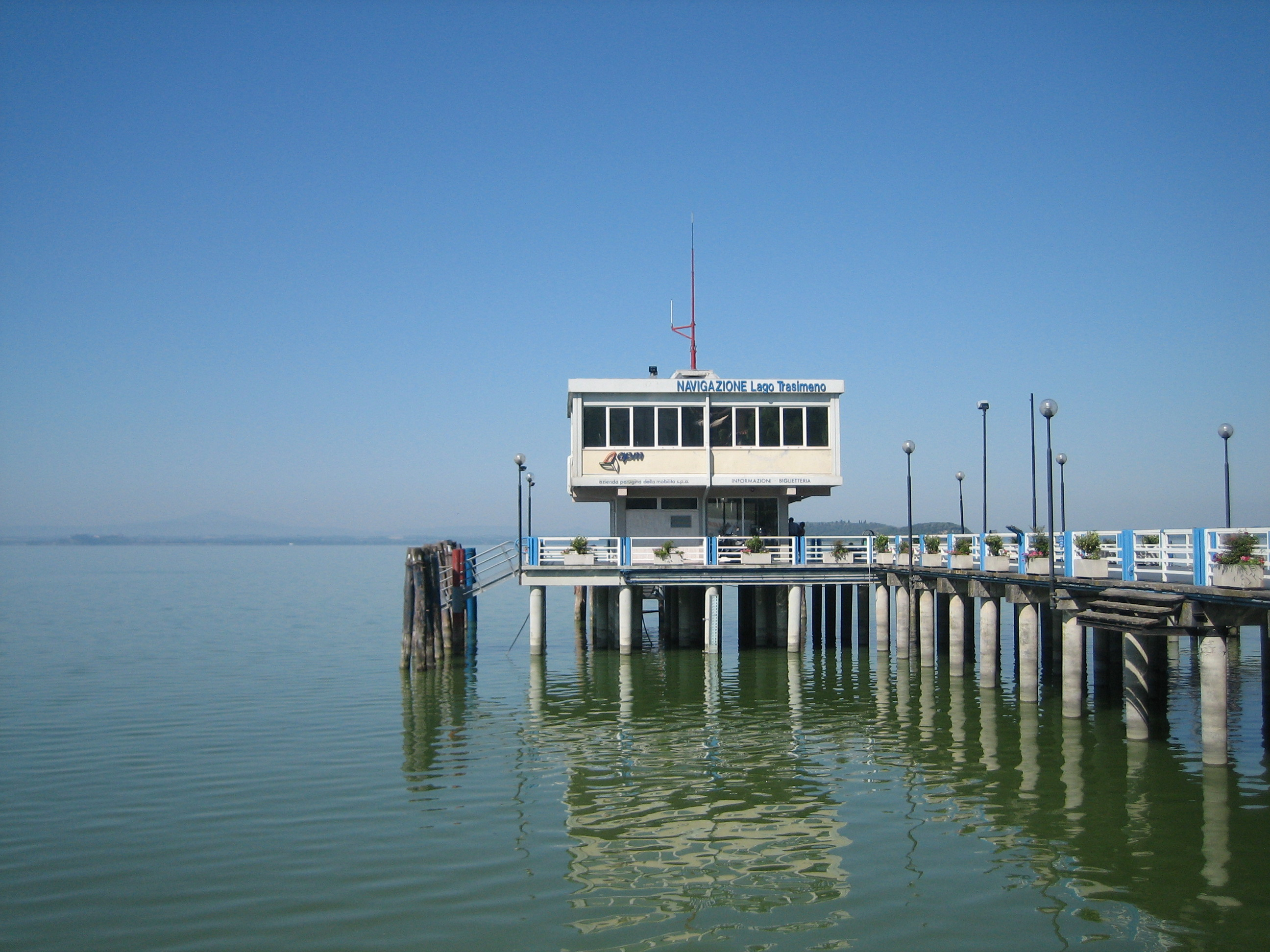
Schiffanlegestelle Passignano

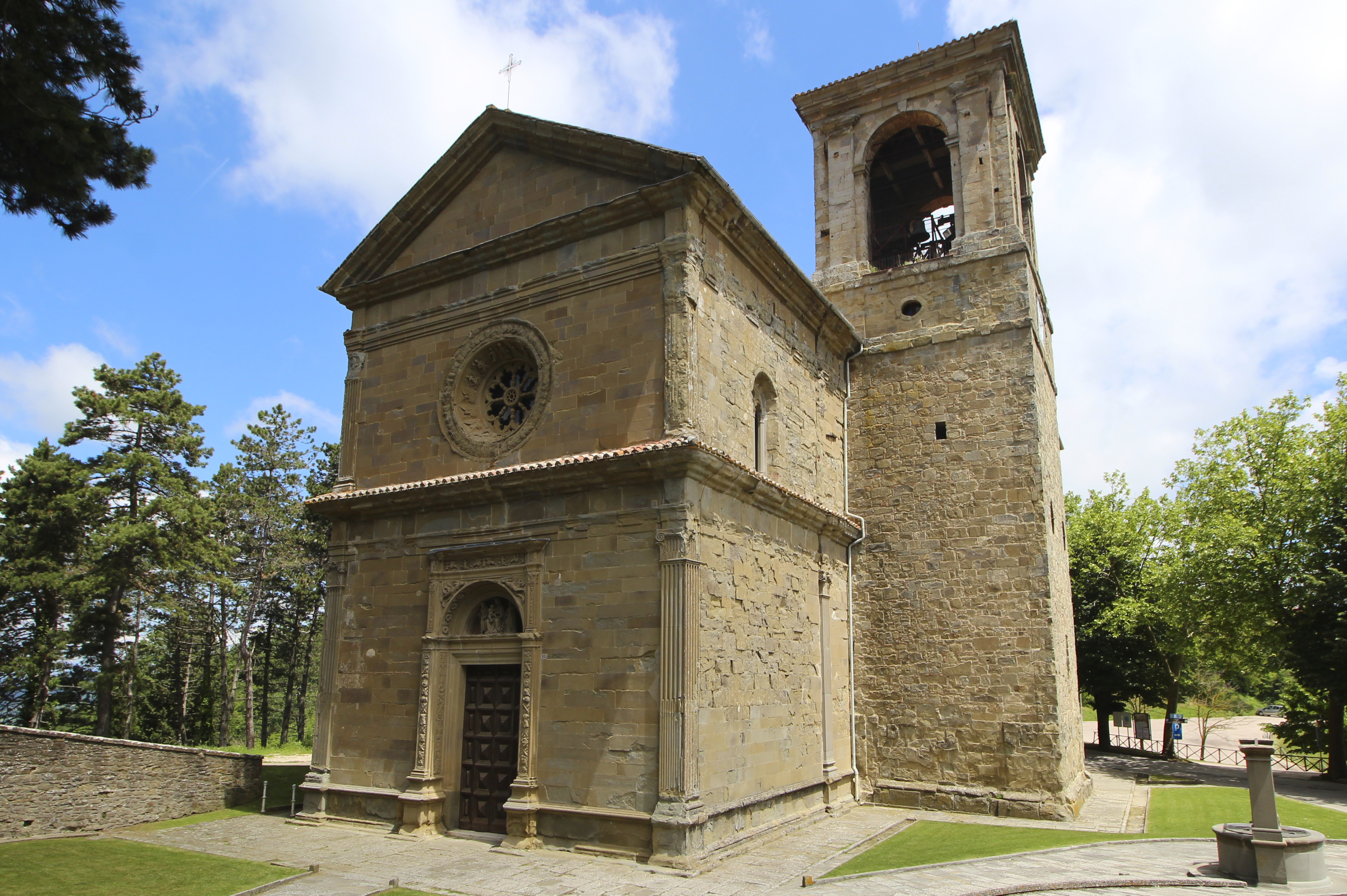
Das Sanktuarim Madonna dei Miracoli in Castel Rigone

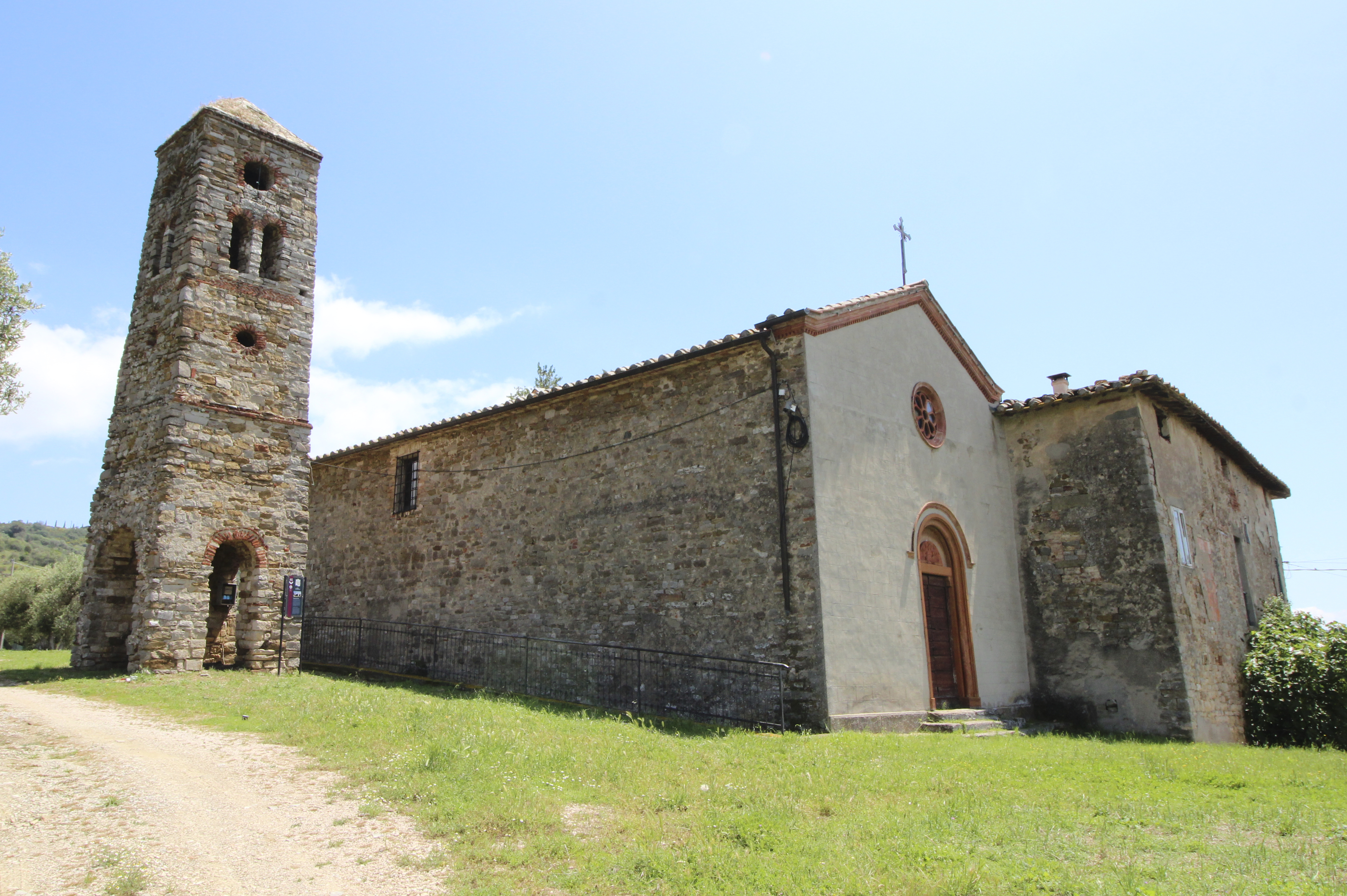
Die Kirche San Vito in San Vito del Lago

### In den Ortsteilen
- San Bartolomeo, Kirche in Castel Rigone.
- San Donato, Kirche in San Donato (San Donato de Manzano/Mangiano), 12. Jahrhundert.[9]
- San Giovanni Battista, Kirchenruine bei Trecine, die erstmals 1489 als San Giovanni de Villa Trecini erwähnt wurde.[10]
- Madonna dei Miracoli, Santuario in Castel Rigone, das ab 1494 entstand. Die Fassade entstand 1512 durch Domenico Bertini. Der erste Campanile wurde 1531 errichtet und 1831 durch einen neuen ersetzt. Enthält das Gemälde Madonna del Rosario von Bernardo di Girolamo Rossetti (1558 entstanden) und ein Fresko von Tommaso Papacello (Tommaso Bernabei detto il Papacello, 1558 entstanden)[11]
- Santissimo Sacramento, Kirche in Castel Rigone, entstand im 17. Jahrhundert und wurde im 19. Jahrhundert neu errichtet.[12]
- San Silvestro, Kirche in Col Piccione, 1303 erwähnt. Wurde 1885 neu errichtet, der Campanile stammt aus dem Jahr 1953.[13]
- San Vito, Kirche in San Vito del Lago, die im 12./13. Jahrhundert entstand. Der Campanile entstand im 13. Jahrhundert wahrscheinlich aus einem Leuchtturm aus byzantinischer Zeit. Zunächst war die Kirche der Santa Lucia geweiht, erst im 14. Jahrhundert wurde sie San Vito gewidmet.[14]

## Veranstaltungen
Der Palio delle Barche (Palio der Boote) im Juli und die Festa della Padella (Pfannen-Fest) im September ziehen Gäste von weither an.

## Wirtschaft
Der ehemalige Fischerort ist heute ein Hauptanziehungspunkt für Touristen am Trasimenischen See und Heimathafen der Seeflotte für die Verbindung zwischen den Inseln Isola Maggiore und Isola Polvese und den touristischen Zentren am Ufer des Sees.
In Passignano sul Trasimeno war bis 1992 der Flugzeughersteller SAI Ambrosini ansässig. Die ungenutzten Werkshallen stehen noch heute am Ortseingang.
Seit den frühen 1980er-Jahren hat das italienische Automobilsportunternehmen Paolo Coloni Racing, das als Coloni Motorsport zwischen 1987 und 1991 in der Formel 1 antrat, seinen Sitz im Industriegebiet von Passignano sul Trasimeno.

## Verkehr
- Der Ort liegt an den Anschlussstellen Passignano Ovest und Passignano Est an dem Raccordo autostradale 6.
- Der Bahnhof Passignano sul Trasimeno liegt an der Bahnstrecke Terontola-Foligno.

## Städtepartnerschaften
Deutsche Partnerstadt von Passignano sul Trasimeno ist Eltville am Rhein.